# اللیجام
ال-لیجام یک منطقهٔ مسکونی در یمن است که در استان صنعا واقع شده‌است.